# Refosco dal Peduncolo Rosso

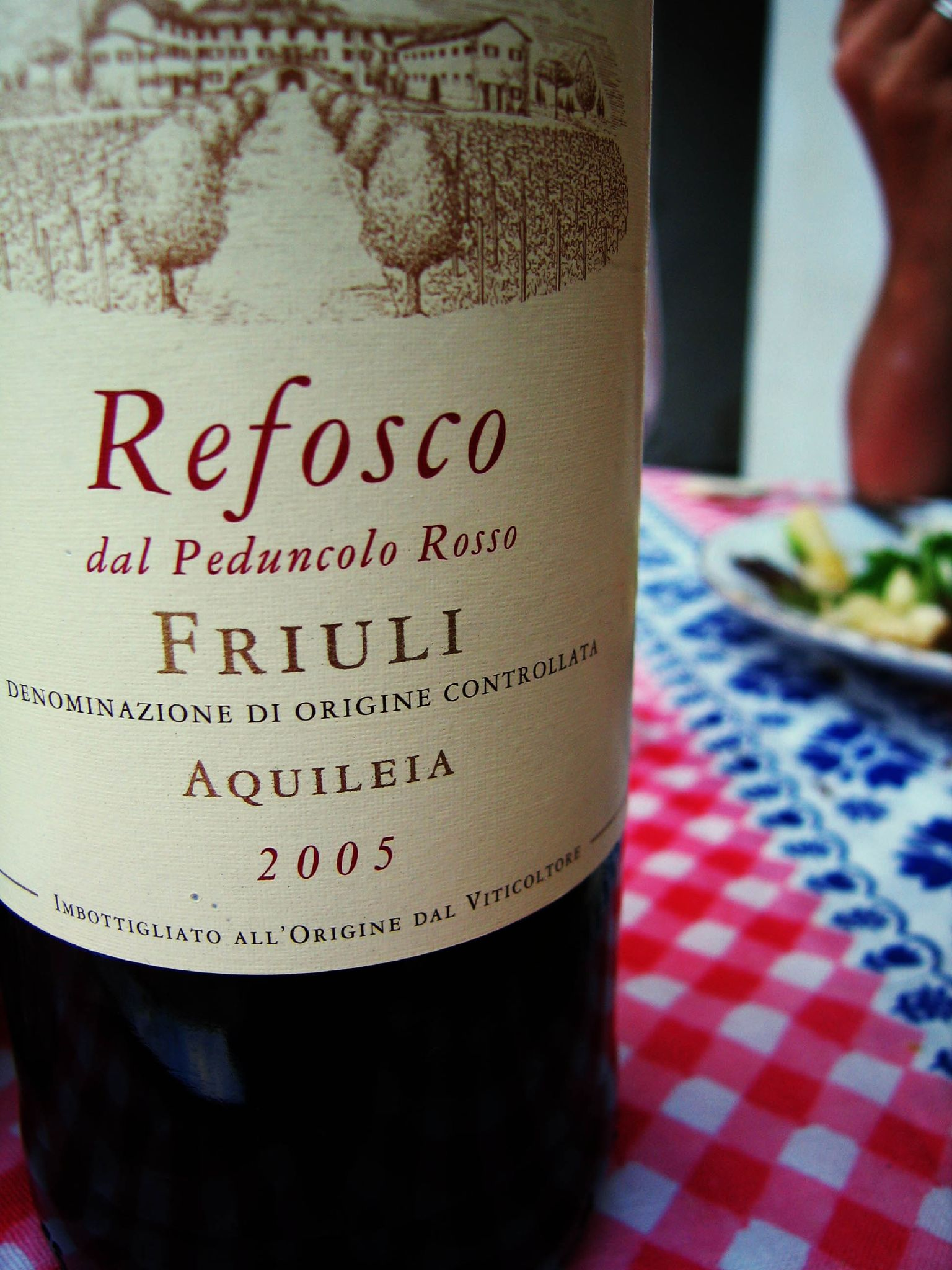
Refosco dal Peduncolo Rosso

Die Rotweinsorte Refosco dal Peduncolo Rosso ist eine Varietät der Sorte Refosco, stammt aus der norditalienischen Region Friaul und ist seit dem 18. Jahrhundert bekannt und dokumentiert. Sie trägt ihren Namen wegen der rotgefärbten Stiele. Refosco dal Peduncolo rosso wurde früher mit anderen Spielarten der Refosco-Reben verwechselt, so beispielsweise mit Refosco d’Istria, Rauscedo oder Refoscone.
Die Sorte erbringt einen granatfarbenen, säure- und tanninreichen Wein mit einem fruchtigen Bouquet. Ampelographen rücken die Familie der Refosco immer wieder in die Nähe der Rebsorte Marzemino.
Die Sorte wird in den italienischen DOC Zonen Carso, Colli Orientali del Friuli, Friuli-Annia, Friuli Aquileia, Friuli Grave, Isonzo und Friuli Latisana in der Region Friaul-Julisch Venetien sowie Lison Pramaggiore im Grenzbereich der zwei Regionen Friaul-Julisch-Venetien und Venetien eingesetzt. Refosco dal Peduncolo Rosso ist eine Varietät der Edlen Weinrebe (Vitis vinifera). Sie besitzt zwittrige Blüten und ist somit selbstfruchtend. Beim Weinbau wird der ökonomische Nachteil vermieden, keinen Ertrag liefernde, männliche Pflanzen anbauen zu müssen.
Siehe auch die Artikel Weinbau in Italien, Weinbau in Kroatien und Weinbau in Slowenien sowie die Liste von Rebsorten.

## Synonyme
Malvoise, Peteljcice, Refosc dal Pecol Rosso, Refoschin, Refosco, Refosco degli Ucelli, Refosco Nostrano, Refosco Penduncolo Rosso, Refosk, Rifosc, Rifosc dal Pecol Ross, Rifosco, Teran Crvene, Teran Crvene Peteljcice (im ehemaligen Jugoslawien).